# Ардуанов, Мирсаид
Мирсаид Ардуанов (1887, с. Старый Курмыш, Российская Империя — 19 апреля 1959, Березники, СССР) - первостроитель, член ВЦИК с 1.12.1935 г., орденоносец.

## Биография
Родился в 1887 в с. Старый Курмыш Семиостровской волости Актанышского р-на Казанской губ. Трудовую деятельность начинал батраком, затем работал грузчиком в речных портах на Каме. Участник Первой мировой и гражданской войн.
С 1927 г. артель под руководством Ардуанова работает на строительстве Березниковского содового завода, затем на строительстве химического комбината (артель грузчиков стала бригадой бетонщиков).
В 1929 г. Ардуанов – участник совещания ударных бригад Урала, в 1934г. – совещания стахановцев-химиков.
Мирсаид Ардуанов скончался 19.04.1959 г.

## Награды
Орден Ленина (1931).

## Память
12 апреля 1936 года Президиум Березниковского горсовета переименовал переулок Строителей (по другим данным, переулок К. Маркса) на Новом Чуртане, застроенный в годы первой пятилетки, в Ардуановский.
Перед управлением ОАО «Азот» в 1968 г. установлен бюст А.
В 1973 г. учреждена областная премия его имени для победителей социалистических соревнований среди строителей. Образ Ардуанова запечатлен в очерке К. Паустовского «Великан на Каме» («Соль земли»), в повести Г. Ахунова «Ардуан – батыр», в портретах кисти художников Ф. К. Лехта и Л. А. Старкова.
Ардуановский переулок в Березниках: 59°24′28″ с. ш. 56°46′51″ в. д.
Бюст Мирсаида Ардуанова: 59°24′32″ с. ш. 56°44′57″ в. д.